# برنارد إس. كوهن
برنارد إس. كوهن (بالإنجليزية: Bernard S. Cohen)‏ هو سياسي أمريكي، ولد في 17 يناير 1934 في بروكلين في الولايات المتحدة. حزبياً، نشط في الحزب الديمقراطي.